# Canutillo
Canutillo és una concentració de població designada pel cens dels Estats Units a l'estat de Texas. Segons el cens del 2008 tenia 5.497 habitants.

## Demografia
Segons el cens del 2000, Canutillo tenia 5.129 habitants, 1.479 habitatges, i 1.248 famílies. La densitat de població era de 653,6 habitants per km².
Dels 1.479 habitatges en un 48,7% hi vivien nens de menys de 18 anys, en un 60,9% hi vivien parelles casades, en un 17,2% dones solteres, i en un 15,6% no eren unitats familiars. En el 13,3% dels habitatges hi vivien persones soles el 5,6% de les quals corresponia a persones de 65 anys o més que vivien soles. El nombre mitjà de persones vivint en cada habitatge era de 3,44 i el nombre mitjà de persones que vivien en cada família era de 3,78.
Per edats la població es repartia de la següent manera: un 35,5% tenia menys de 18 anys, un 10,8% entre 18 i 24, un 28,4% entre 25 i 44, un 17,2% de 45 a 60 i un 8,1% 65 anys o més.
L'edat mediana era de 27 anys. Per cada 100 dones de 18 o més anys hi havia 90,9 homes.
La renda mediana per habitatge era de 20.869$ i la renda mediana per família de 22.458$. Els homes tenien una renda mediana de 16.985$ mentre que les dones 14.712$. La renda per capita de la població era de 7.655$. Aproximadament el 31,9% de les famílies i el 36,8% de la població estaven per davall del llindar de pobresa.

## Poblacions més properes
El següent diagrama mostra les poblacions més properes.